# Phantom Busters
 (juin 2025).
Si vous disposez d'ouvrages ou d'articles de référence ou si vous connaissez des sites web de qualité traitant du thème abordé ici, merci de compléter l'article en donnant les références utiles à sa vérifiabilité et en les liant à la section « Notes et références ».
Phantom Busters (ファントムバスターズ, Fantomu Basutāzu) est un manga écrit et illustré par Neoshoco. La série est publiée au Japon depuis août 2023 dans le magazine mensuel Jump Square de l'éditeur Shueisha. La version française est éditée par Ki-oon depuis avril 2025.

## Synopsis
Un élève modèle du nom de Eugène Korekishi, qui a poursuivi ses études dans un lycée à Kamakura, rencontre son camarade de classe Mogari Shishikuno le jour de la cérémonie d'entrée. Mogari peut exorciser des fantômes en les dévorant. Bien que Eugène ne croyait pas aux fantômes, il commence à croire en Mogari en participant aux activités d'exorcisme. Ensemble avec Kaoru Kanzaki, qui voit des esprits depuis son enfance, et Kotaro Tamon, qui ne peut pas parler aux humains vivants mais peut communiquer avec les esprits, ils forment un club appelé « Phantom Busters ».

## Personnages
Mogari Shishikuno (宍喰野 虎落, Shishikuno Mogari)
Il s'agit d'un lycéen qui a a la capacité de purifier les esprits en les dévorant. Appartenant à une lignée d'exorcistes, il a intégré un lycée à Kamakura pour échapper à son entraînement dans les montagnes d'Akita. Il a un tatouage avec le caractère « 喰 » sur la langue signifiant « manger ».
Eugène Korekishi (是岸 遊人, Korekishi Yūjin)
Il s'agit d'un élève exemplaire admis en tête du classement au lycée. Il n'a absolument pas de dons spirituels. Il ne croit pas aux fantômes car la promesse de sa grand-mère de venir le voir sous forme de fantôme n'a pas été tenue.
Kaoru Kanzaki (観崎 薫, kanzaki kaoru)
Il s'agit d'un lycéen qui a souffert de voir des esprits depuis son enfance. Pour éloigner les esprits, il teignait ses cheveux afin de dégager une atmosphère inapprochable. C'est un passionné de manga et tout spécifiquement de Slam Dunk.
Kotaro Tamon (多聞 康太郎, Tamon Kōtarō)
Il s'agit d'un lycéen qui a un gros soucis de communication avec les autres. Il est incapable de voir Les esprits mais il est capable de communiquer avec eux. À cause de cette capacité, il est regardé avec curiosité par son entourage et a développé une grande difficulté à soutenir le regard des êtres humains.

## Publication
Phantom Busters est écrit et dessiné par Neoshoco. Il est dans un premier temps publié en One-shot dans le magasine Jump SQ.Rise de l'éditeur Shueisha le 26 octobre 2022. Il est ensuite publié sous forme de série dans le magazineJump Square depuis le 4 août 2023. La série est ensuite publiée sous format tankōbon à partir du 4 décembre 2023. Le 4 juin 2025, 5 volumes ont été publiés au Japon.
En novembre 2024, Ki-oon annonce la publication de la version française avec les deux premiers tomes le 3 avril 2025.

### Liste des volumes
| no | Japonais        | Japonais          | Français         | Français                                                                 |
| no | Date de sortie  | ISBN              | Date de sortie   | ISBN                                                                     |
| -- | --------------- | ----------------- | ---------------- | ------------------------------------------------------------------------ |
| 1  | 4 décembre 2023 | 978-4-08-883724-6 | 3 avril 2025     | 979-1-03-272003-5 (édition standard) 979-1-03-272004-2 (édition limitée) |
| 2  | 4 avril 2024    | 978-4-08-883894-6 | 5 juin 2025      | 979-1-03-272005-9                                                        |
| 3  | 2 août 2024     | 978-4-08-884141-0 | 4 septembre 2025 | 979-1-03-272006-6                                                        |
| 4  | 4 décembre 2024 | 978-4-08-884353-7 | 4 décembre 2025  | 979-1-03-272007-3                                                        |
| 5  | 4 juin 2025     | 978-4-08-884464-0 |                  |                                                                          |
| 6  | 3 octobre 2025  | 978-4-08-884701-6 |                  |                                                                          |

## Réception
La série s'est classée dixn-euvième au Next Manga Awards 2024 dans la catégorie manga imprimé. La série s'est classée deuxième dans la liste des bandes dessinées recommandées par les employés des librairies nationales de 2025. Elle s'est classée neuvième dans le sondage « Manga que nous voulons voir en adaptation » d'AnimeJapan en 2025.

### Œuvres
Édition japonaise
1. 1 2  (ja) « ファントムバスターズ 1 », sur Shueisha (consulté le 15 juin 2025)
2. 1 2  (ja) « ファントムバスターズ 2 », sur Shueisha (consulté le 15 juin 2025)
3. 1 2  (ja) « ファントムバスターズ 3 », sur Shueisha (consulté le 15 juin 2025)
4. 1 2  (ja) « ファントムバスターズ 4 », sur Shueisha (consulté le 15 juin 2025)
5. 1 2  (ja) « ファントムバスターズ 5 », sur Shueisha (consulté le 15 juin 2025)
6. 1 2  (ja) « ファントムバスターズ 6 », sur Shueisha (consulté le 15 août 2025)

Édition française
1. 1 2  « Phantom Busters Vol.1 », sur manga-news (consulté le 15 juin 2025)
2. ↑  « Phantom Busters - Edition Collector Vol.1 », sur manga-news (consulté le 15 juin 2025)
3. 1 2  « Phantom Busters Vol.2 », sur manga-news (consulté le 15 juin 2025)
4. 1 2  « Phantom Busters Vol.3 », sur manga-news (consulté le 15 juin 2025)
5. 1 2  « Phantom Busters Vol.4 », sur manga-news (consulté le 15 juin 2025)